# Рудольф (Вісконсин)
Рудольф (англ. Rudolph) — селище (англ. village) в США, в окрузі Вуд штату Вісконсин. Населення — 1027 осіб (2020).

## Географія
Рудольф розташований за координатами 44°29′49″ пн. ш. 89°48′6″ зх. д. / 44.49694° пн. ш. 89.80167° зх. д. (44.497072, -89.801758).  За даними Бюро перепису населення США в 2010 році селище мало площу 3,07 км², уся площа — суходіл.

## Демографія
Згідно з переписом 2010 року, у селищі мешкало 439 осіб у 179 домогосподарствах у складі 126 родин. Густота населення становила 143 особи/км².  Було 197 помешкань (64/км²).
Расовий склад населення:
| - 97,3 % — білих - 0,2 % — корінних американців - 0,2 % — чорних або афроамериканців - 0,2 % — азіатів - 1,4 % — осіб інших рас |

До двох чи більше рас належало 0,7 %. Частка іспаномовних становила 1,8 % від усіх жителів.
За віковим діапазоном населення розподілялося таким чином: 23,5 % — особи молодші 18 років, 60,1 % — особи у віці 18—64 років, 16,4 % — особи у віці 65 років та старші. Медіана віку мешканця становила 40,9 року. На 100 осіб жіночої статі у селищі припадало 105,1 чоловіків;  на 100 жінок у віці від 18 років та старших — 107,4 чоловіків також старших 18 років.
Середній дохід на одне домашнє господарство  становив 70 902 долари США (медіана — 55 500), а середній дохід на одну сім'ю — 88 957 доларів (медіана — 67 500). Медіана доходів становила 49 250 доларів для чоловіків та 28 542 долари для жінок. За межею бідності перебувало 8,4 % осіб, у тому числі 6,7 % дітей у віці до 18 років та 6,2 % осіб у віці 65 років та старших.
Цивільне працевлаштоване населення становило 234 особи. Основні галузі зайнятості: виробництво — 32,1 %, освіта, охорона здоров'я та соціальна допомога — 18,8 %, роздрібна торгівля — 11,5 %, мистецтво, розваги та відпочинок — 7,7 %.